# Desne
Desne är ett samhälle i Kroatien.   Det ligger i länet Dubrovnik-Neretvas län, i den sydöstra delen av landet, 300 km söder om huvudstaden Zagreb. Desne ligger 8 meter över havet och antalet invånare är 130.
Terrängen runt Desne är huvudsakligen kuperad, men åt sydväst är den platt. Runt Desne är det ganska tätbefolkat, med 90 invånare per kvadratkilometer. Närmaste större samhälle är Metković, 9,7 km öster om Desne. I omgivningarna runt Desne växer i huvudsak blandskog.